# Kim Seong-soo

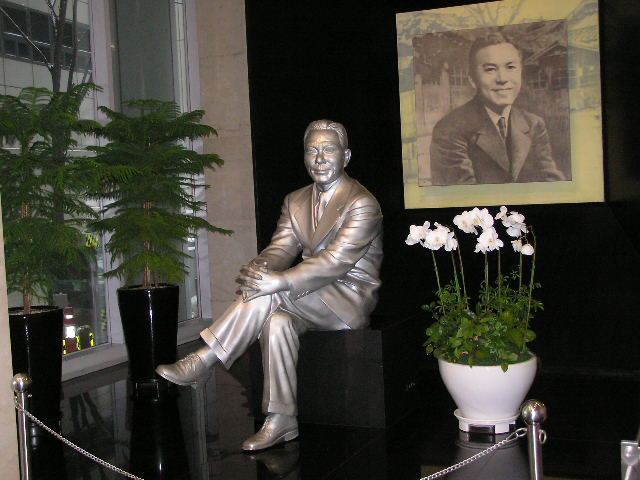
Kim Seong-soo

Kim Seong-soo, (hanja:金性洙, hangul:김성수, transkriberas Kim Sungsu), född den 11 oktober 1891, död den 18 februari 1955 i Seoul var Sydkoreas andra vicepresident mellan maj 1951 och maj 1952.